# 니시하라 다카시
니시하라 다카시(일본어: 西原 誉志, 1986년 8월 24일 ~ )는 일본의 전 축구 선수이다.

## 구단 경력
과거 파지아노 오카야마, 알비렉스 니가타 싱가포르에서 활동하였다.